# داروينيوس ماسيلاي
داروينيوس ماسيلاي (الاسم العلمي: Darwinius masillae أطلق العلماء عليها هذا الاسم تكريما للعالم تشارلز داروين لكن اختصارا يشير إليها العلماء باسم ايدا) نوع من الثدييات الرئيسية سكن أوروبا قبل نحو 47 مليون سنة. هذا الأحفوري، الذي اكتشف في ألمانيا، له دور بارز ضمن سلسلة تطور الثدييات وللإنسان.
يعتقد بعض العلماء ان هذه الأحفورة ربما تعود إلى الاسلاف الأوائل للقرود والإنسان. وقد أطلق على هذه الأحفورة اسم «آيدا»، وهي تعود لمخلوق يعرف باسم ادابيد. والادابيد نوع من القردة المنقرضة يعتقد أنها عاشت خلال عهود سحيقة جدا تتراوح بين 55 و 34 مليون سنة. وقد عثر على هذه الجمجمة في ألمانيا وهي بحالة جيدة جدا، وهو أمر غير مألوف في مثل هذه الاكتشافات الأثرية. ويقول العلماء الذين درسوا هذه الجمجمة أنها تعود لمخلوق كان يأكل نوعا من التوت. ويرون أن الادابيد هي الاسلاف الأولى لأنواع من القردة الصغيرة تعرف باسم «ليومر». ويتنبأ العلماء أن يلقي البحث العلمي على هذه الجمجمة ضوءا جديدا على كيفية نشوء وتطور القردة والإنسان. والمعروف ان هناك معارضة لمبدأ ارتقاء الإنسان من سلسلة أدنى، وهو جوهر نظرية تشارلز داروين في كتابه المرجعي أصل الأنواع.

## الحفرية
عثر على الحفرية بواسطة أحد الهواة عام 1983 في محمية (ميسيل بيت) المدرجة على قائمة التراث العالمي وهي كهف حجري مهجور جنوب شرقي فرانكفورت حيث عثر على العديد من الحفريات. وبقيت ايدا ضمن مجموعة خاصة حتى عرضت للبيع على هوروم وجامعة أوسلو عام 2006.

## شكوك
ينتقد هارون يحيى نظرية الخلق هذه الحفرية ويقولون أنها ليست سوى مجرد عظام حيوان الليمور ولا علاقة لها بالإنسان وتطوره، وتحتفظ الحفرية ب95 من أجزاء الحيوان، مما يسمح التأكد من جميع أطرافها وليس من عظام واحد فقط. كما ينتقدون سبب التأخير الطويل، وهو أنه رغم اكتشاف الحفرية سنة 1983، ظلت غير مهمة مدة 26 عاما وفجأة أصبحت أعظم اكتشاف في أي وقت مضى.